# Ligand

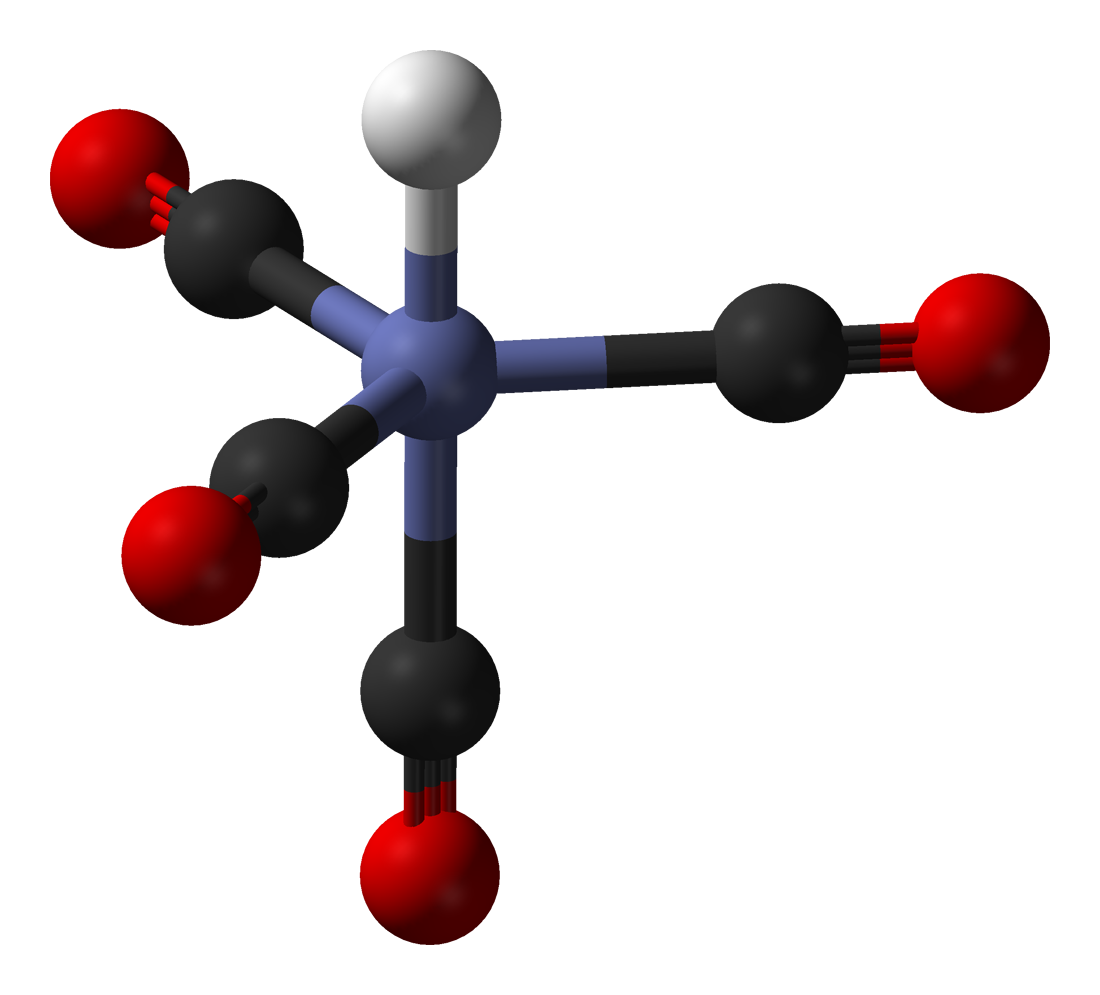
Complex al cobaltului HCo(CO)_{4} (hidrură de tetracarbonil cobalt) cu cinci liganzi

În chimia coordinativă, un ligand (din limba latină: ligare, a se lega) este un ion sau moleculă (poate fi și grupă funcțională) care se leagă de un metal central, numit generator de complex, al unui complex de coordinare. Natura legăturii dintre metal și ligand poate fi atât covalentă (prin covalențe coordinative), cât și ionică. De asemenea, ordinul de legătură dintre metal și ligand poate varia de la unu la trei. Conform teoriei acido-bazice Lewis, liganzii sunt baze Lewis, întrucât legătura cu metalul presupune donarea uneia sau mai multor perechi de electroni ai ligandului.